# Fundació Neus Català
La Fundació Neus Català és una fundació catalana fundada el 2023 i dedicada a l'activista comunista i antifeixista Neus Català i Pallejà. Va néixer de la fusió de la Fundació L'Alternativa i la Fundació Revolució Democràtica. Té com a objectiu la reivindicació de la figura i el llegat de Neus Català, sobretot en l'àmbit polític. Va ser presentada al Centre Artesà Tradicionàrius el 13 d'abril, en la vigília de l'aniversari de la Segona República Espanyola.
El 2025, en la segona edició de la Festa Neus Català —organitzada per la mateixa organització al Museu d'Història de Catalunya—, la fundació va anunciar que impulsaria el projecte «Abril». Aquesta iniciativa pretenia promoure l'antifeixisme i la interseccionalitat enfront de l'augment dels discursos d'odi i les discriminacions entre els joves al món. Consistia en un banc de recursos pedagògics que fomenten l'educació democràtica i la possible creació d'un Programa d'Educació Democràtica per a les escoles. El banc de recursos va ser publicat amb el suport de la Generalitat de Catalunya, l'Ajuntament de Barcelona, la Diputació de Barcelona i el Memorial Democràtic de Catalunya.